# Альберт Парижский
Альберт Парижский (лат. Magister Albertus Parisiensis; ум. 1177, годы активности 1127—1177) — французский композитор и кантор. Является автором первого европейского музыкального произведения для 3-х голосов.
Родился, вероятно, в Эстампе. В 1127 году Альберт стал каноником Собора Парижской Богоматери. В 1146 году стал кантором собора. Эту должность он занимал до самой смерти в 1177 году. Завещал ряд богослужебных книг собору. Единственным сохранившимся его музыкальным сочинением является кондукт для 3-х голосов Congaudeant Catholici, который сохранился в Кодексе Каликста. Кондукт был записан рядом ансамблей средневековой музыки, среди которых «Секвенция», ансамбль «The Rose Ensemble» и другие.

## Записи
- The Age of Cathedrals with Paul Hillier and Theatre of Voices, Harmonia Mundi, HMU 907157.